# Србијанка Турајлић
Србијанка Турајлић (Београд, 25. април 1946 — Ливорно, 25. септембар 2022) била је српска универзитетска професорка и антиратна активисткиња. Турајлићева је била ванредна професорка на Катедре за Сигнале и системе Електротехничког факултета Универзитета у Београду. Њеним ангажовањем Србија је 2003. година приступила Болоњском процесу – европском систему високог образовања.
Србијанка Турајлић је учествовала у борби против режима Слободана Милошевића.
Главна је јунакиња и протагонистиња дугометражног документарног филма „Друга страна свега“ режираног од стране њене ћерке Миле Турајлић.
Била је и помоћница министра за високо образовање у Министарству просвете и спорта од 2001. до 2004.

## Биографија
Оба родитеља су јој по професији били адвокати. Министар правде Краљевине Југославије Душан Пелеш био јој је деда.
Основну школу и гимназију је завршила у Београду. Као матуранткиња била је чланица југословенске репрезентације на 6. Међународној математичкој олимпијади 1964. у Москви. Електротехнички факултет је завршила у Београду 1969, магистрирала 1973, докторирала 1979. У звање доценткиње изабрана 1982, у звање ванредне професорке 1989. на Катедри за сигнале и системе. Као студенткиња освојила је универзитетску Новембарску награду и Априлску награду Савеза студената Београдског Универзитета.
Била је стипендиста француске владе у Греноблу од 1974. до 1975. Као предавач радила је од 1984. до 1986. у Монтереју, Калифорнија.
Професор Електротехничког факултета у Београду и некадањи ректор Београдског универзитета Бранко Ковачевић истакао је да је у то време техника била "мушки посао, ишло се по терену, по фабрикама", уз истицање да је један до два одсто жена то студирало и да је Србијанка била једна од њих.
Она је 1998. Година добила отказ на Електротехничком факултету. Тада је усвојен Закон о Универзитету, а професори су морали да потписују нове уговоре који су ограничили њихова права. Због њиховог увођења је СР Југославија суспендована у међународном телу универзитетских лидера Конференцији ректора Европе. Србијанка је овај уговор одбила да потпише. Тада је од две стотине предавача и предавачица остало 43, а Србијанкин курс је био укинут. Након отказа Србијанка Турајлић је предавала у Бањалуци и Подгорици. На Универзитет се вратила да предаје после петооктобарских промена 2000. године након свргавања режима Слободана Милошевића.
Њеним ангажовањем Србија је 2003. година приступила Болоњском процесу – европском систему високог образовања.
Србијанка Турајлић је за време своје академска каријере обављала функцију продеканке за наставу, председнице Комисије за наставу Београдског универзитета и управнице Рачунарског центра ЕТФ-а и ванредне професорке Електротехничког факултета у Црној Гори. Једна је од оснивачица Алтернативне академске образовне мреже у оквиру које је више од 2500 студената и студенткиња завршило разне програме и курсеве.
Ауторка је више од 100 радова објављених у међународним и домаћим часописима, написала је два уџбеника и коауторка је једног. Пензионисана је 2011. године.

## Политика
Крајем деведесетих била је активна чланица Народног покрета Отпор. Србијанка Турајлић је учествовала у борби против режима Слободана Милошевића. Тих година је на новогодишњем протесту говорила пред 200.000 људи, а ћеркама је признала да је тада „дрхтала као прут”.
Добитница је награде Освајање слободе за 2009. годину, коју додељује Фонд Маја Маршићевић Тасић за допринос победи демократије у Србији. Тада је изјавила:
| „ | Ако сам ја заиста освајала слободу, а ми погледамо земљу у којој живимо, онда је то извесно најнеуспешнији посао који сам у животу обавила | ” |

Додала је и „да су у овој земљи слободни само људи који су оптужени за ратне злочине”.
Србијанка Турајлић је била активна током студентских демонстрација. Полиција је групу студената једном приликом блокирала 1996/97 године читаву ноћ, новинарка Тамара Скроза наводи да том приликом није било демократске јавности ни ТВ камера да то забележе. Студенти и студенткиње су седели на бетону на „дебелом минусу” рачунајући да их до зуба „наоружани полицајци неће прегазити”. Тада се око три ујутру појавила Србијанка и сваком понаособ додавала по комад хартије да би имали на чему да седе.
Деведесетих су  јој се обратили њени студенти у циљу организовања протеста против Слободана Милошевића, али су били у страху. Тада је она пријавила протест на своје име како нико не би могао да кажњава њене студенте.
Критиковала је председника Србије Александра Вучића, те је изјавила да је срамота имати председника који каже да ће „за сваког убијеног Србина бити убијено 100 муслимана" коју је дао током рата у Босни и Херцеговини деведесетих. Она је 2017. године потписала Декларацију о заједничком језику Хрвата, Срба, Бошњака и Црногораца којом се наводи да су језици који се говоре у тим земљама варијације једног истог.
Залагала се за права ЛГБТИQ+ сексуалних мањина, те је подржала одржавање параде 2011. године као и одржавање Еуропрајда 2022.
Више пута учвршћена у „Листу 100 најмоћнијих жена у Србији“ дневних новина Блиц.
Била је и помоћница министра за високо образовање у Министарству просвете и спорта од 2001. до 2004.

## Филм „Друга страна свега”
Главна је јунакиња и протагонистиња дугометражног документарног филма „Друга страна свега” режираног од стране њене ћерке Миле Турајлић.
Овај филм је победио на 30. Међународном фестивалу документарног филма у Амстердаму, освојивши награду за најбољи дугометражни документарни филм. Био је у финалу награде ЛУX Европског парламента. На фестивалу у Амстердаму цела српска делегација је учествовала први пут у 30 година на челу са директором Филмског центра Србије Бобаном Јевтићем. Премијерно је приказан на Филмском фестивалу у Торонту, у Србији је приказан у оквиру 23. Фестивала ауторског филма. Копродуцент је Европски ХБО , којем је „Друга страна свега” прва копродукција са Србијом.
У филму „Друга страна свега” Мила представља врата њиховог породичног дома и причу о њима из Србијанкине перспективе која је покушала да промени политичке догађаје у Србији уверена да је свака генерација одговорна за оно што оставља у наслеђе будућим генерацијама.

## Смрт
Преминула је 25. септембра 2022. године у Ливорну.